# Siedlec (Długołęka)
Siedlec (deutsch Siedlice) ist ein Ort in der Landgemeinde Długołęka im Powiat Wrocławski der Woiwodschaft Niederschlesien in Polen. 

## Sehenswürdigkeiten
Im Dorf gibt es folgende denkmalgeschützte Gebäude:
- Die Schlossanlage bestehend aus dem Schloss und dem dazugehörigen Schlosspark, sowie dem dazugehörigen Gutshof mit Scheune, Fachwerkspeicher, Fachwerkstall und Kuhstall.[1]

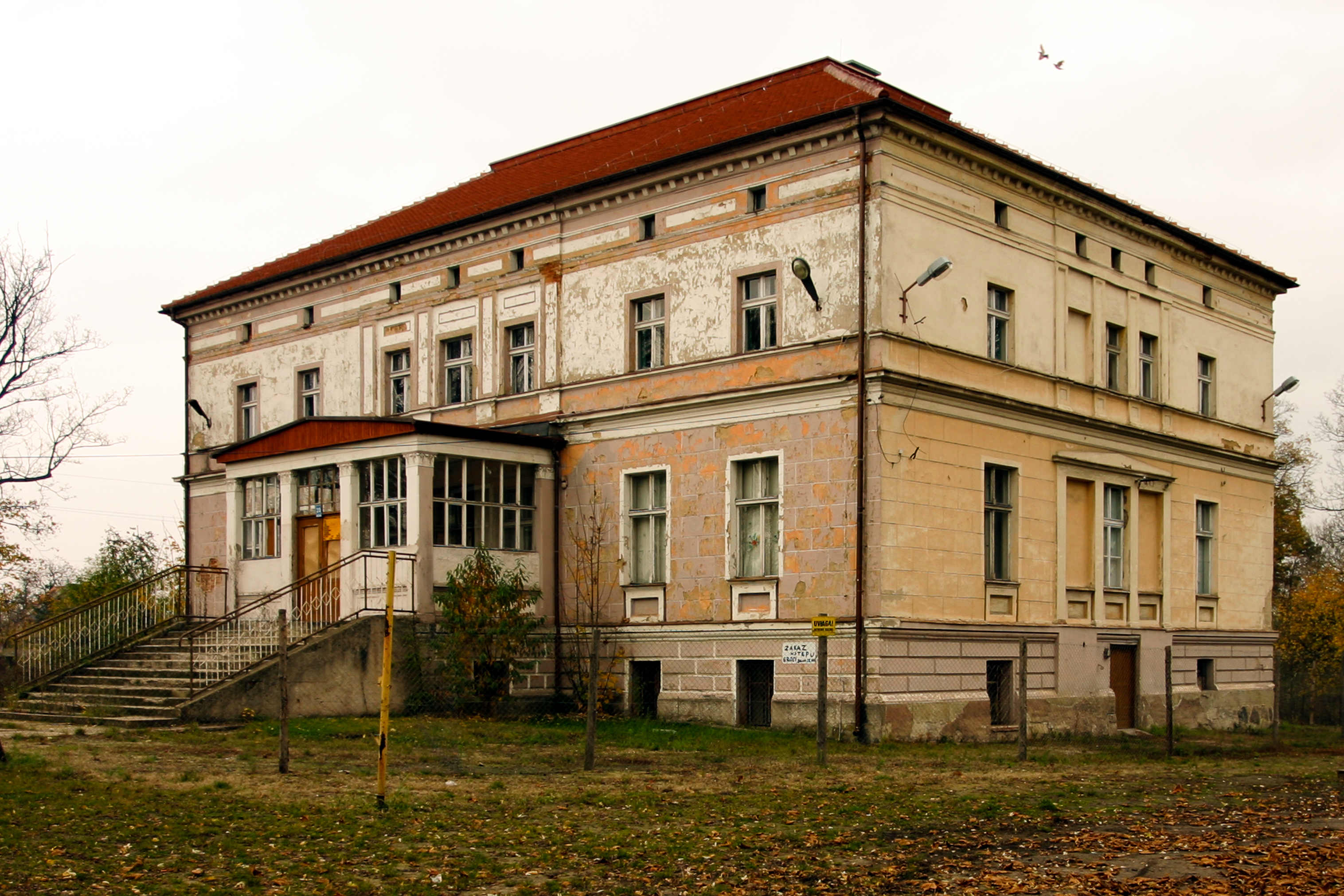
Das Schloss
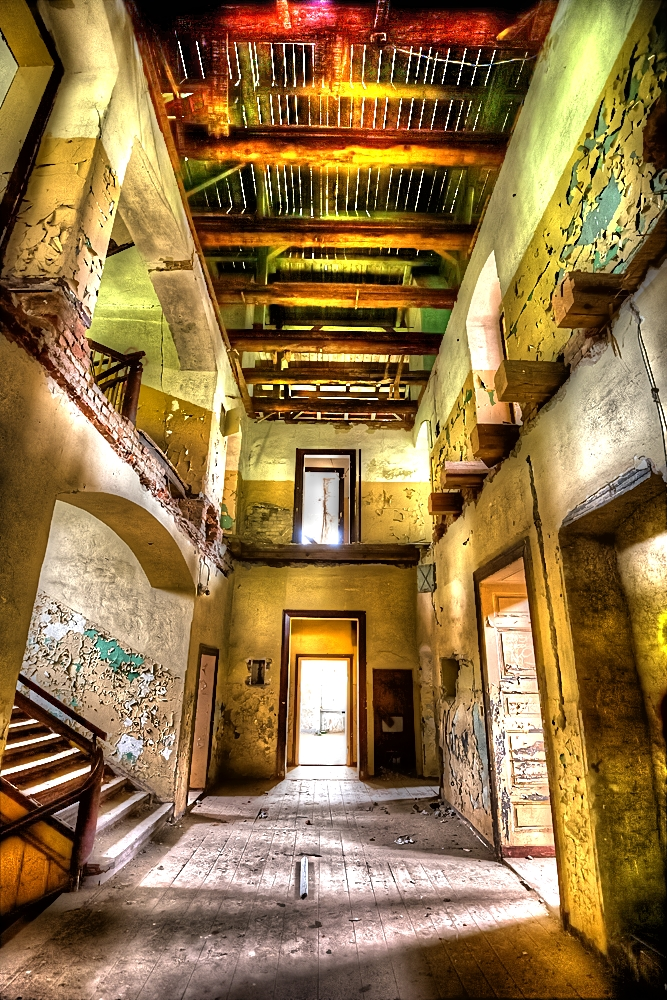
Das Schloss von innen